# ¿De quién es el portaligas?
¿De quién es el portaligas? (No Brasil De quem é a cinta-liga?) é um filme argentino de comédia de 2007, co-dirigido e roteirizado por Fito Páez.

## Sinopse
Um filme que exalta o colorido da década de 80 e a psicodelia latina de Almodóvar. Uma grande sátira de filmes policiais e de ação, com uma fotografia deslumbrante de Fernando Zago e um roteiro alucinante do diretor Fito Páez.

## Créditos
- Direção: María Cecilia López, Fito Páez.
- Roteiro: Fito Páez.

### Elenco
- Romina Ricci como Romi
- Julieta Cardinali como Juli
- Leonora Balcarce como Leo
- Fena Della Maggiora como Gino
- Cristina Banegas como Rosa
- Lito Cruz como El Tano
- Gonzalo Aloras como Gonzalo
- Verónica Llinás como Nucha
- Darío Grandinetti como Norman
- Carlos Resta como Tucho
- Horacio Fontova como Brujo
- Martín Pavlovsky como Armero
- Fabiana Cantilo como Psicoanalista
- Duilio Marzio como Comodoro
- Alan Pauls como Padre Juan
- Lía Crucet como mucama alemã
- Roberto Fontanarrosa como juiz
- Pablo Granados como policial

## Festivais
- 2008 - 3ª edição do Festival de Cinema Latino-Americano de São Paulo[2]

## Prêmios e Indicações

### Argentinean Film Critics Association Awards
| Ano  | Filme                             | Prêmio        | Categoria                  | Indicados                        | Resultado | Ref.  |
| ---- | --------------------------------- | ------------- | -------------------------- | -------------------------------- | --------- | ----- |
| 2008 | '''¿De quién es el portaligas?''' | Silver Condor | Melhor direção de arte     | Jorge Ferrari e Juan Mario Roust | Indicado  | [ 3 ] |
| 2008 | '''¿De quién es el portaligas?''' | Silver Condor | Melhor Vestuário           | Ana Markarián                    | Indicado  | [ 3 ] |
| 2008 | '''¿De quién es el portaligas?''' | Silver Condor | Melhor Trilha-sonora       | Gonzalo Aloras                   | Indicado  | [ 3 ] |
| 2008 | '''¿De quién es el portaligas?''' | Silver Condor | Melhor Revelação Masculina | Fena della Maggiora              | Indicado  | [ 3 ] |
| 2008 | '''¿De quién es el portaligas?''' | Silver Condor | Melhor Revelação Feminina  | Romina Ricci                     | Indicado  | [ 3 ] |